# قناع الغوص والفراشة
قناع الغوص والفراشة (بالفرنسية: Le Scaphandre et le Papillon) هو فيلم فرنسي أخرجه جوليان شنابل وكتبه رونالد هاروود ورشح لجائزة الأوسكار للعام 2007. يستند الفيلم إلى مذكرات تحمل نفس الاسم كتبها الصحفي الفرنسي جان دومينيك بوبي.
الفيلم يصف حياة بوبي بعد معاناة من سكته قلبية وجلطة دماغيه في سن 43، والتي أصابتة بحالة تعرف باسم Locked-In syndrome (متلازمة المنحبس). الحالة شلته ؛ ولم تتركه له سوى وسيلة وحيدة ليتواصل مع العالم الخارجي وهي ان يرمش بجفن عينة اليسرى. فاز شنابل بجائزة أفضل مخرج عن الفيلم في مهرجان كان السينمائي 2007. كما فاز شنابل يجائزة أفضل مخرج، وفاز الفيلم بجائزة أفضل فيلم ناطق بلغة اجنبية، ورشح رونالد هاروود للحصول على جائزة أفضل سيناريو في الحفل الخامس والستين لجائزة الكرة الذهبية.

## روابط خارجية
- قناع الغوص والفراشة على موقع IMDb (الإنجليزية)
- قناع الغوص والفراشة على موقع ميتاكريتيك (الإنجليزية)
- قناع الغوص والفراشة على موقع الموسوعة البريطانية (الإنجليزية)
- قناع الغوص والفراشة على موقع روتن توميتوز (الإنجليزية)
- قناع الغوص والفراشة على موقع نتفليكس (الإنجليزية)
- قناع الغوص والفراشة على موقع ألو سيني (الفرنسية)
- قناع الغوص والفراشة على موقع Turner Classic Movies (الإنجليزية)
- قناع الغوص والفراشة على موقع أول موفي (الإنجليزية)
- قناع الغوص والفراشة على موقع بوكس أوفيس موجو (الإنجليزية)
- قناع الغوص والفراشة على موقع فيلمافينيتي (الإسبانية)